# William Rush

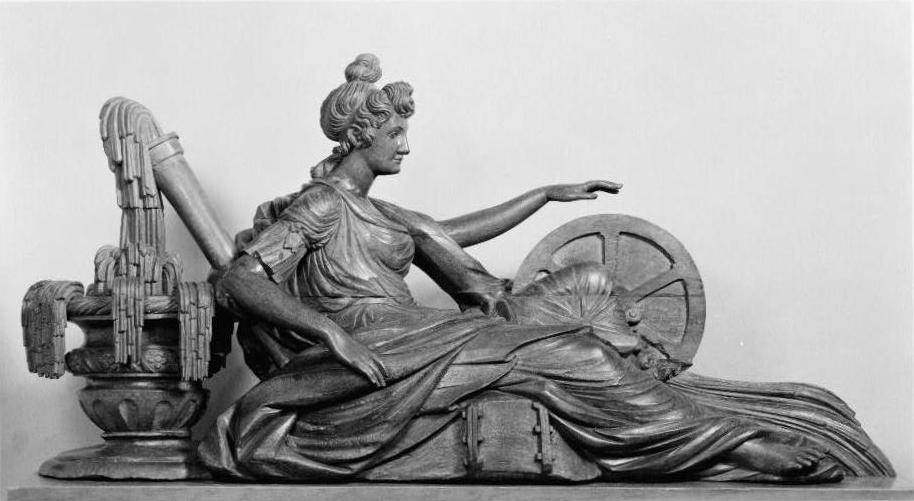
Figura alegórica de The Waterworks de William Rush (1825), hecha de pino, pintada en blanco. Foto de 1930. Museo de Arte de Filadelfia.

William Rush (4 de julio de 1756 – 17 de enero de 1833) fue un escultor neoclásico estadounidense proveniente de Filadelfia. Es considerado es el primer escultor americano mayor.
Fue entrenado en la talla de figurones de proa de madera para barcos. Esto se tradujo a esculturas que fueron ínfimamente desarrolladas y muy visibles desde lo lejos, a través del dramático uso de contraste y fuertes sombras. Rush mezcló la tradición artesanal estadounidense con el estilo neoclásico.

## Marina de los Estados Unidos

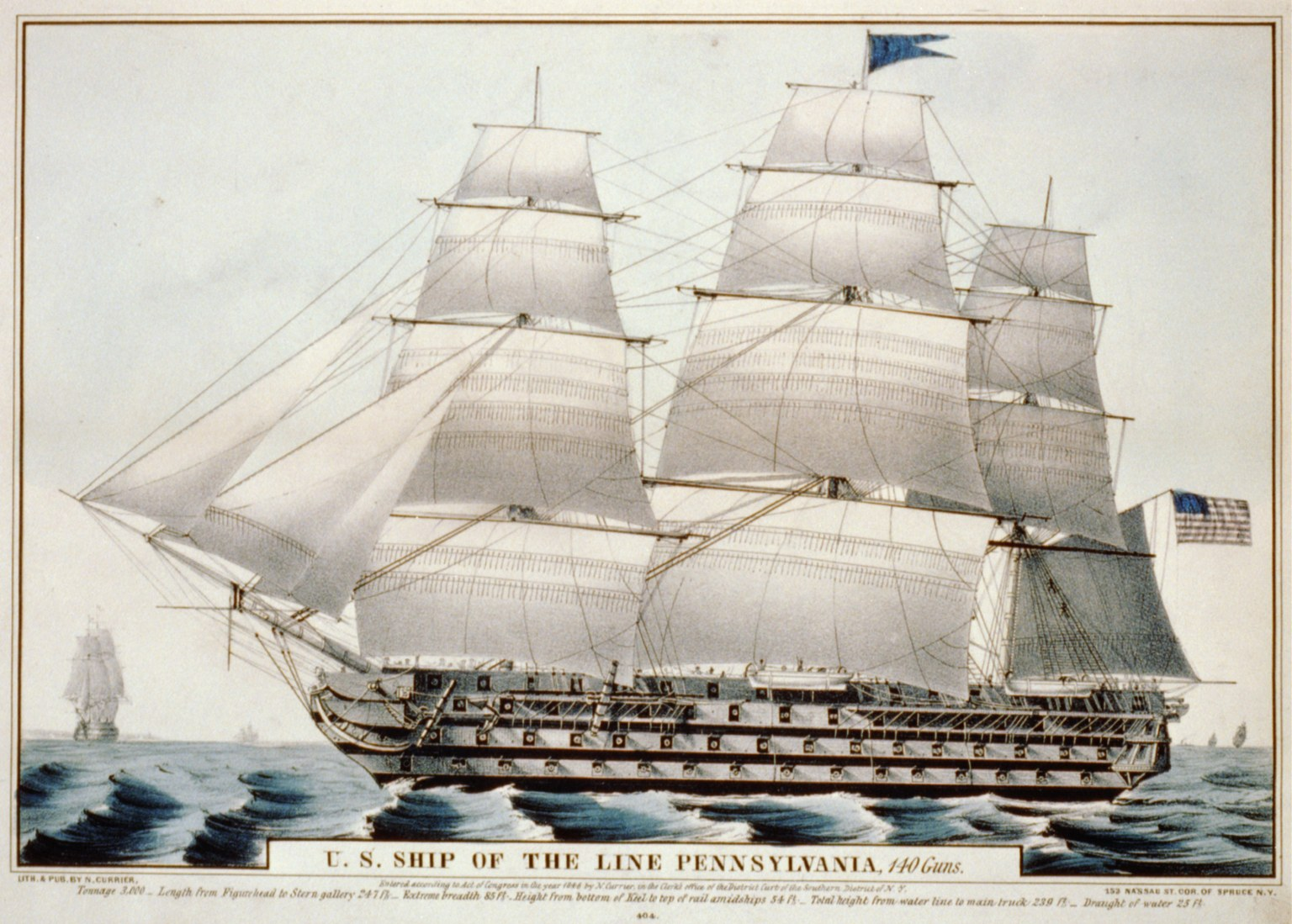
USS Pennsylvania (1837).

Rush talló figurones para cuatro de las seis fragatas originales de la Marina de Estados Unidos. Estas fragatas, todas con paradero desconocido, eran: Genio de los Estados Unidos (1796, del USS United States), Naturaleza (1797, del USS Constellation), Revolución (1799, del USS Chesapeake), y Diosa de la sabiduría (1799, del USS Congress). También diseñó un figurón para una quinta fragata original, llamado Hércules (1796, paradero desconocido, para el USS Constitution), que fue tallado por John Skillin y reemplazado por un figurón de Andrew Jackson 1848. Es probable que también diseñara el figurón George Washington (1800) para la sexta fragata, la USS President, que fue tallado por el primer aprendiz de Rush, Daniel N. Train, y cuyo paradero es desconocido.
También talló figurones para las fragatas de la marina de los E.U.: USS John Adams; John Adams (1799, paradero desconocido), USS Philadelphia; Hercules (1799, quemada en 1804), y la USS Potomac ; Capitan John Smith (1822, paradero desconocido); junto con los realizados para los buques de armas USS Franklin; Benjamin Franklin (1815, Museo de la Academia Naval de los Estados Unidos), USS Columbus; Christopher Columbus (1819, paradero desconocido), USS North Carolina; Sir Walter Raleigh (1820, paradero desconocido), y USS Pennsylvania; Hércules (1824–37, atribuido a  Rush o su hijo John, paradero desconocido).